# EyeOS
eyeOS – komercyjna aplikacja internetowa działająca jako system operacyjny uruchamiany przez przeglądarkę (technika chmury obliczeniowej).
Głównym założeniem twórców jest możliwość korzystania z systemu, aplikacji i dokumentów w każdym miejscu na świecie z dostępem do Internetu. Pozwala również na przechowywanie plików na danym serwerze.
Dostępna jest polska wersja językowa.
Poprzednio aplikacja była rozpowszechniana na licencji open source, ale w 2011 producent zrezygnował z niej, wycofując także wszystkie poprzednie wersje, które zostały wydane jako open source.
Ostatnią wersją dostępną na licencji open source, a także możliwą do pobrania była wersja 2.5 wydana 17 maja 2011. W chwili obecnej jedyną możliwością otrzymania kopii systemu jest indywidualny bezpośredni kontakt z twórcami.

## Aplikacje
Do systemu eyeOS w wersji 2.4 zostały dołączone następujące aplikacje:
- File Manager – menedżer plików
- Documents – rozbudowany edytor tekstu
- Calendar – kalendarz
- Mail Client – program pocztowy
- Notepad – prosty edytor tekstu
- Calculator – kalkulator
- SysMon – monitor systemu
- Chat – komunikator internetowy

## Wymagania
eyeOS do działania wymaga serwera WWW, parsera PHP w wersji minimum 5, biblioteki GD (w celu obsługi formatowania zdjęć) oraz przestrzeni dyskowej dla każdego użytkownika przechowującego dokumenty.